# Dottrina Truman

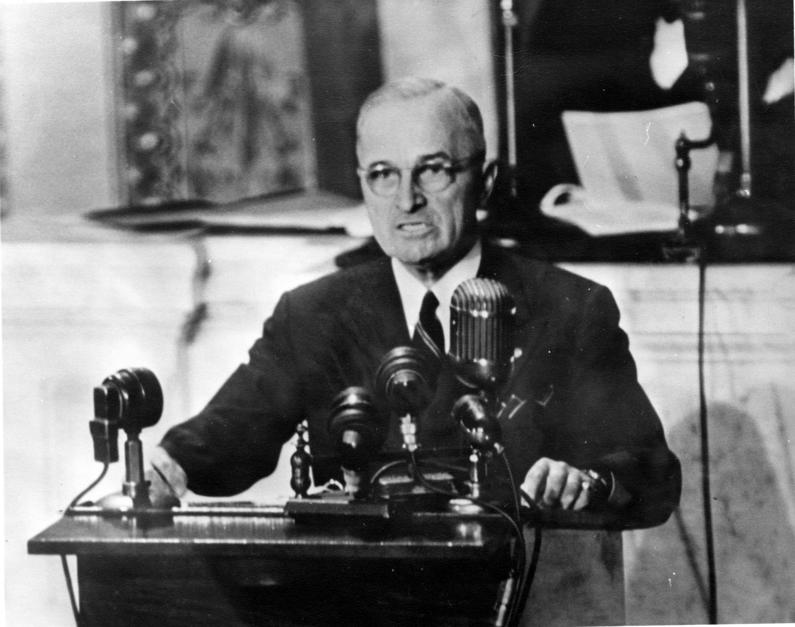
Il presidente degli Stati Uniti Harry Truman pronuncia un discorso

La dottrina Truman è la strategia di politica estera ideata dall'allora presidente degli Stati Uniti d'America Harry Truman ed annunciata il 12 marzo 1947, in un discorso tenuto al Congresso, prendendo spunto dai casi di Grecia e Turchia, che avevano lasciato intravedere la possibilità di una resa di fronte all'espansionismo sovietico. In particolare, la Grecia si trovava nel pieno di una guerra civile, che sarebbe terminata nel 1949, in cui si scontravano realisti e comunisti; la Turchia, invece, soffriva le pressioni sovietiche che miravano a sistemazioni territoriali negli strategici distretti di Kars e Ardahan, nonché alla revisione del regime degli Stretti regolato dalla convenzione di Montreux del 1936.
La dottrina si proponeva di contrastare le mire espansioniste dell'avversario comunista nel mondo. È importante sottolineare come l'Unione Sovietica fosse chiaramente al centro dei pensieri di Truman, anche se nel suo discorso tale Paese non venne mai direttamente menzionato. 

## Storia
Le relazioni tra le potenze alleate si erano progressivamente fatte più tese a causa della questione tedesca e della sovietizzazione degli Stati dell'Europa dell'Est sotto diretto controllo di Mosca. Nel 1946, a seguito del long telegram inviato da Kennan al Dipartimento di Stato, in cui si enucleavano le caratteristiche del potere sovietico e la sua tendenza al controllo egemonico, gli Stati Uniti avevano cominciato a rivedere le proprie posizioni nei confronti dell'Unione Sovietica.
Lo scoppio della Guerra civile greca, in cui i ribelli comunisti erano foraggiati dalla Jugoslavia di Tito, e le pressioni sovietiche nei confronti della Turchia, per una revisione del regime degli Stretti, stavano dissanguando le ormai esauste risorse britanniche. L'impossibilità di poter provvedere alla sicurezza del tradizionale alleato greco unita alla difficoltà nel contenere l'avanzata di Mosca verso i mari caldi inducevano Londra a rivolgersi all'alleato americano. Il 21 febbraio 1947 l'Ambasciata britannica a Washington informava il governo americano che la Gran Bretagna non era più in grado di prestare aiuto finanziario o di qualsivoglia altra natura a Grecia e Turchia, lasciando presagire lo spettro dell'affermazione dell'influenza sovietica in quei due Paesi.
Il Sottosegretario di Stato Dean Acheson, che più tardi sarà uno degli architetti del Patto Atlantico, tentò di portare i membri del Congresso ad appoggiare l'idea di un maggior coinvolgimento degli Stati Uniti d'America in Europa e nel mondo in generale, formulando un'antesignana di quella che verrà chiamata la teoria del domino: quando in uno Stato si afferma il comunismo, gli altri Stati confinanti sono a rischio di divenire anch'essi comunisti. In particolare i dipartimenti di Stato e della Difesa suggerivano che, qualora l'Unione Sovietica si fosse installata in Grecia e avesse rivisto la status dei Dardanelli, molto probabilmente sia il Medio Oriente sia l'Europa occidentale avrebbero potuto cedere al comunismo.
Harry S. Truman, supportato dal senatore Arthur H. Vandenberg, annunciò la dottrina dopo un incontro con il presidente greco. Il presidente statunitense sosteneva che per la sicurezza interna gli Stati Uniti non potevano rimanere insensibili e indifferenti di fronte a casi in cui l'indipendenza e la sovranità di popoli liberi venisse messa in pericolo da tentativi di sovversione interna o da pressioni esterne. In tal caso gli Stati Uniti avrebbero supportato (interventismo) i popoli liberi a resistere ai tentativi di assoggettamento da parte di minoranze armate o da pressioni esterne.
Nel suo discorso al senato, il 12 marzo 1947, durato 21 minuti, Truman richiese al Congresso di approvare uno stanziamento di $250 milioni per la Grecia, sotto forma di aiuti militari ed economici, e di $150 milioni per la Turchia. La somma totale di $400 milioni, corrisponderebbe a circa $4 miliardi dell'epoca attuale.

## Conseguenze della Dottrina Truman
La dottrina ebbe conseguenze anche in Europa ed originò la crisi del maggio 1947. I governi dell'Europa occidentale con potenti movimenti comunisti come Italia e Francia vennero incoraggiati a tenere i gruppi comunisti fuori dal governo. Queste mosse furono compiute in risposta a quelle dell'Unione Sovietica, che nell'Europa dell'Est aveva iniziato a rafforzare la sua sfera d'influenza sui governi locali.
Negli Stati Uniti, sul piano interno, l'allarme sul pericolo rosso condusse alla fobia anti-comunista degli anni cinquanta. Sul piano internazionale, la Dottrina Truman costituì la base della politica estera statunitense nei confronti dell'Unione Sovietica fino alla sua caduta nel 1991.
Benché rivisitata e arricchita sul piano pratico da parte delle successive amministrazioni statunitensi, la dottrina Truman sancì l'abbandono definitivo della Dottrina Monroe e il coinvolgimento permanente degli Stati Uniti nella politica mondiale. Infine, la Dottrina Truman costituì la ragione politica della formulazione del Piano Marshall, il grande piano di aiuti pensato dal Segretario di Stato George Marshall per sostenere i Paesi europei devastati dalla guerra.